# Madonna della Scodella

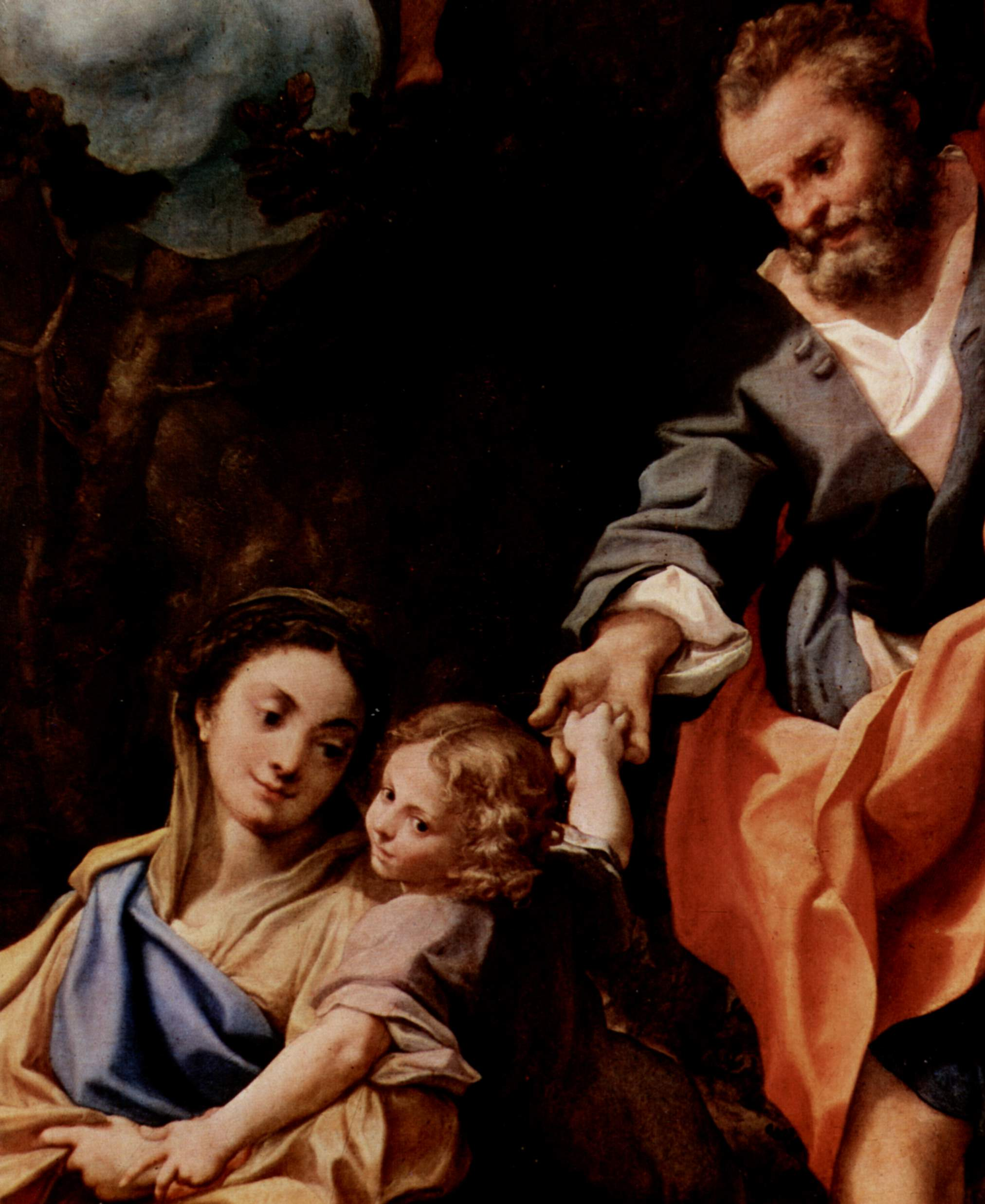
Dettaglio

La Madonna della Scodella è un dipinto a olio su tavola (216,7x137,3 cm) di Correggio, databile al 1528-1530 circa e conservato nella Galleria Nazionale di Parma.

## Storia
La tavola fu realizzata da Correggio per la chiesa del Santo Sepolcro di Parma: venne probabilmente commissionata all'artista nel 1524, quando un tale Cristoforo Bondini, morendo, lasciò in legato alla chiesa la somma di 15 lire per la realizzazione di una pala per l'altare di san Giuseppe. Risulta completata nel 1530, come rivela l'iscrizione sulla cornice (forse eseguita su disegno del pittore stesso): DIVO IOSEPPO DEIPARAE VIRGINIS CUSTODI / FIDISS COELITUSQ DESTINATO HVIVSCE / ARAE COMUNI AERE ERECTORES DEVOTI / ALACRESQ EREXERE / DIE II IVNII.
Sono noti due disegni preparatori del quadro.
Giorgio Vasari citò l'opera "tavola di pittura divina" nella seconda edizione delle Vite parlando di Girolamo da Carpi, che l'avrebbe studiata nella chiesa del Santo Sepolcro: rimase in tale sede fino al 1796, quando venne requisita dal governo napoleonico e trasportata a Parigi; venne restituita nel 1815, dopo la disfatta di Napoleone a Waterloo, e collocata, nell'anno seguente, nella Galleria Ducale. Nel 1893, su proposta di Corrado Ricci, fu reinserita nella cornice originale.
Per la datazione del dipinto viene comunemente proposta la data del 1528-1530: Cecil Gould ritiene che solo gli angeli nella parte alta della tela siano stati eseguiti in questi anni e che la parte inferiore dell'opera risalga, invece, alla metà del terzo decennio del XVI secolo.
L'opera ebbe un'eccezionale fortuna figurativa: fu studiata fra gli altri da Lelio Orsi, da Federico Barocci, da Lanfranco, Domenichino e, più tardi, da Carlo Maratta e Pompeo Batoni.

## Descrizione e stile
Il dipinto illustra un episodio dell'infanzia di Gesù narrato nel vangelo apocrifo dello pseudo-Matteo: nel corso del viaggio di ritorno in Palestina dopo la fuga in Egitto, durante una sosta all'ombra di una palma da dattero, la sacra Famiglia si sarebbe sfamata grazie alla pianta che, straordinariamente piegata, offriva i suoi frutti ai viaggiatori.
La Vergine è rappresentata nell'atto di raccogliere con una scodella dell'acqua apparsa in maniera miracolosa per dissetare il Bambino: da qui deriva la denominazione tradizionale dell'opera. Il titolo con cui è conosciuta è anche significativo dell'importanza visiva che il Correggio volle riservare, qui come nella Madonna della Cesta, al semplice oggetto della scodella.
Tale iconografia non aveva conosciuto grande fortuna nella produzione artistica italiana. Era invece più frequente al Nord, come testimoniano opere di Albrecht Altdorfer e di Lucas Cranach.
Il ruolo di protagonista di Giuseppe rispondeva alle esigenze della Confraternita che aveva commissionato il dipinto. L'immagine è costruita su una linea diagonale, che apre a sinistra con la scodella d'argento e segue l'intreccio di mani fra la Vergine, il Bambino e san Giuseppe. La posa del Bambino, in un calcolato contrapposto, gli permette di fare da trait d'union fra la scena rappresentata e il mondo reale degli osservatori a cui rivolge uno sguardo ammiccante.
In alto una gloria di angeli si libra in un animato girotondo memore degli affreschi della cupola del Duomo di Parma.